# Exenteración pélvica
La exenteración pélvica (o evisceración pélvica) es un tratamiento quirúrgico radical utilizado para tratar ciertos cánceres avanzados o recurrentes, que elimina todos los órganos de la cavidad pélvica de una persona. Se extirpan la vejiga urinaria, la uretra, el recto y el ano. En las mujeres además se extirpan la vagina, el cuello uterino, el útero, las trompas de Falopio, los ovarios y, en algunos casos, la vulva; y en los hombres la próstata. El procedimiento deja a la persona con una colostomía permanente y una desviación urinaria.
Esta intervención a menudo conduce a complicaciones, como infección, daño renal, embolia, hernia perineal y problemas con los estomas creados. Sin embargo, aumenta la tasa de supervivencia a cinco años de ciertos tipos de cáncer.

## Usos
Esta cirugía es una opción en casos de cáncer muy avanzado o recurrente, para los cuales las opciones quirúrgicas menos radicales no son técnicamente posibles o no serían suficientes para extirpar todo el tumor. El procedimiento se realiza para varios tipos de cáncer, incluido el cáncer genitourinario y el cáncer colorrectal. Se realiza raramente debido a complicaciones comunes.

## Contraindicaciones
La exenteración pélvica puede no curar ciertos tipos de cáncer, debido a que exista metástasis en el hígado, la pared lateral de la cavidad pélvica, los ganglios linfáticos aórticos o por carcinoma, por lo que en estos casos no se podrá utilizar. Tampoco se podrá utilizar cuando ambos uréteres estén obstruidos.

## Complicaciones
Entre el 60% y el 90% de todos los pacientes que se someten a una exenteración pélvica presentan una complicación:
- La incisión quirúrgica grande puede infectarse.[1]
- Puede aparecer fiebre y sepsis.[1]
- Los riñones pueden resultar dañados, generalmente debido a un flujo sanguíneo reducido y a isquemia.[1]
- Pueden producirse embolias.[1]
- Después de la exenteración pélvica, muchos pacientes sufrirán hernia perineal, a menudo sin síntomas, pero solo entre el 3 y el 10 % tendrá hernia perineal que requerirá intervención quirúrgica.[4]
- Diversos problemas pueden presentarse con el estoma.[1]
- Puede producirse una obstrucción intestinal o puede haber fugas en la anastomosis creada durante la cirugía.[1]
- El estoma puede retraerse o prolapsarse.[1] En raras ocasiones puede necrosarse.[1]

## Técnica
La exenteración pélvica implica la extirpación de todos los órganos pélvicos. Estos incluyen la vejiga urinaria, la uretra, el recto y el ano. En las mujeres se extirpan la vagina, el cuello uterino, el útero, las trompas de Falopio, los ovarios y, en algunos casos, la vulva. En los hombres se extirpa la próstata. Los pacientes reciben asesoramiento significativo antes del procedimiento para que comprendan plenamente los beneficios y riesgos. Antes de la cirugía, que en sí es compleja, se utiliza radiología.

## Recuperación
La exenteración pélvica deja a la persona con una colostomía permanente y una desviación urinaria. Un artículo de 2015 informaba que esta cirugía puede proporcionar supervivencia a largo plazo a los pacientes con carcinoma rectal primario localmente avanzado. La tasa de supervivencia a 5 años de los pacientes sometidos a exenteración pélvica después de la resección completa de la enfermedad fue del 59,3%. Los factores que influyen en la tasa de supervivencia después de un procedimiento de este tipo incluyen la edad, la presencia de enfermedad metastásica, el estado de los ganglios linfáticos, el margen de resección circunferencial, la recurrencia local de la enfermedad y la necesidad de terapia neoadyuvante.

## Historia
Este procedimiento fue descrito por primera vez por Alexander Brunschwig en 1948.